# Bistum Caiazzo

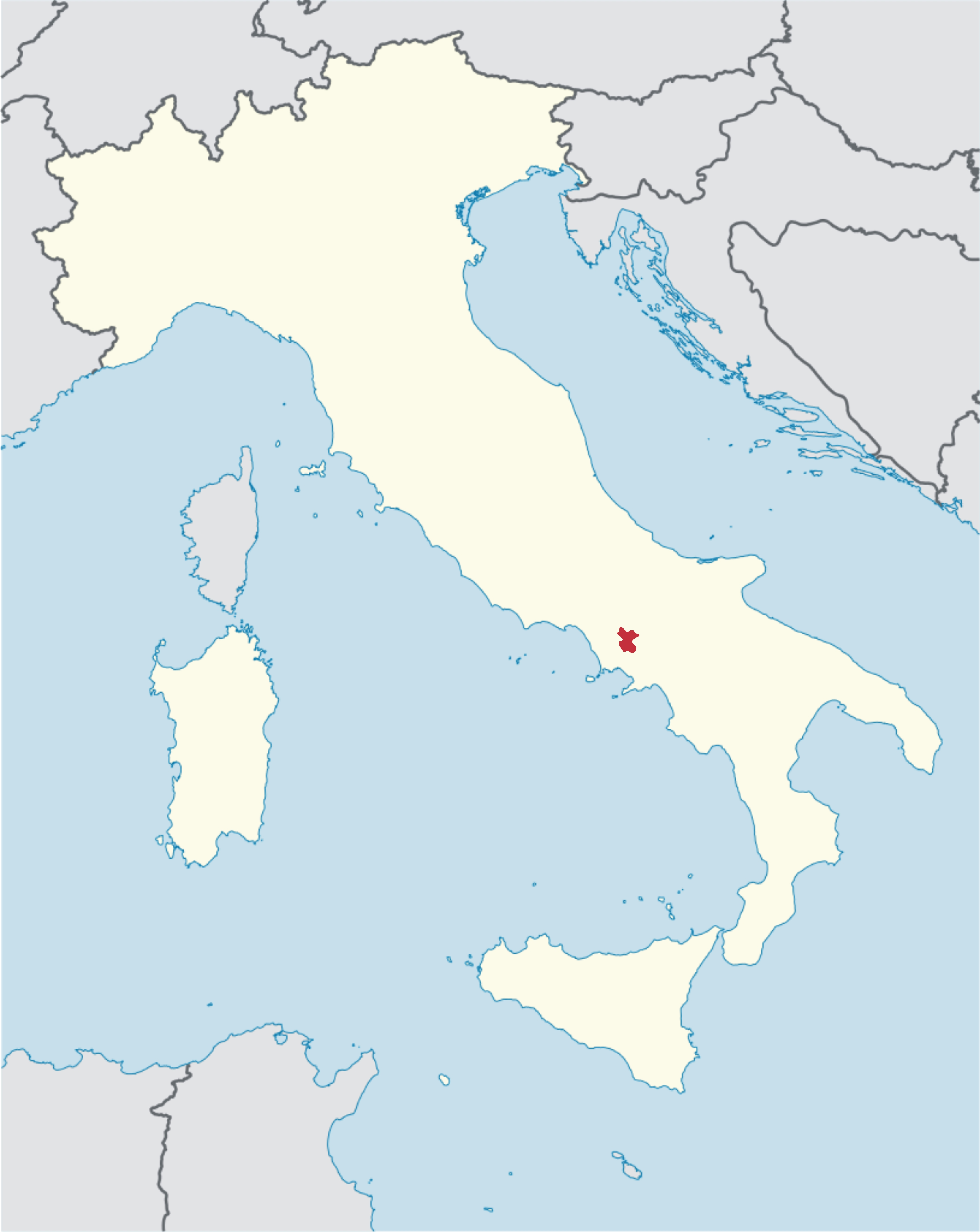
Bistum Caiazzo auf einer Karte von Italien

Das Bistum Caiazzo (lat.: Dioecesis Caiacensis) war eine in Italien gelegene römisch-katholische Diözese mit Sitz in Caiazzo.

## Geschichte
Das Bistum Caiazzo wurde im 9. Jahrhundert errichtet. Erster Bischof war Gisulfo.
Am 30. September 1986 wurde das Bistum Caiazzo durch die Kongregation für die Bischöfe mit dem Dekret Instantibus votis dem Bistum Alife angegliedert.
Das Bistum Caiazzo war dem Erzbistum Capua als Suffraganbistum unterstellt. Die Kathedrale Maria Santissima Assunta in Caiazzo war die Kathedrale des Bistums Caiazzo. Das Bistum Caiazzo umfasste 72 Pfarreien und war 120 km² groß.